# 8790 Michaelamato
A 8790 Michaelamato (ideiglenes jelöléssel (8790) 1978 VN9) a Naprendszer kisbolygóövében található aszteroida. Eleanor F. Helin és Schelte J. Bus fedezte fel 1978. november 7-én.